# Пилкоротиця південна
Пилкоротиця південна (Temnostoma meridionale) — вид комах з родини Syrphidae.

## Морфологічні ознаки
Великі чорно-жовті смугасті мухи з чорними передніми ногами. Забарвлення тіла дуже подібне до ос родини Vespidae. Від інших палеарктичних видів підроду Temnostomoides Krivosheina, 2005 вид відрізняється в першу чергу забарвленням середньоспинки.

## Поширення
Європейсько-кавказький вид. Відомий з Румунії, Угорщини, Франції, Данії, Німеччини, Швеції, Чехії, Естонії, Фінляндії, Латвії, Литви, Сербії, Люксембурга, України, Росії та Грузії. В Україні його знайдено тільки в Закарпатті та Донецькій області, де знаходиться одне з його типових місцезнаходжень. Чисельність дуже низька, відомі лише поодинокі екземпляри. Пні та колоди, що заселені личинками різних видів роду, зустрічаються дуже рідко, в той же час кількість личинок у цьому випадку може бути значною. Лімітуючим чинником є наявність перестійних дерев листяних порід у природних лісах, а також вік та непорушність останніх.

## Особливості біології
Імаго зустрічаються по узліссях і галявинах різних листяних та мішаних лісів, зрідка — хвойних. Личинки мешкають у пнях та колодах дерев. Імаго живляться на квітках Inula britannica L. та селерових. Личинки є ксилобіонтами. Типову серію виду виведено з букової колоди (Fagus orientalis Lipsky), але, судячи з ареалу виду, личинки мешкають не тільки в буці. Личинки інших видів роду зустрічаються в гниючій, вологій, але ще порівняно твердій деревині різних листяних порід дерев (береза, клен, липа, бук, дуб), в яких проточують розгалужені ходи круглого перетину. Часто личинки різних видів роду зустрічаються разом. Біологія розмноження вивчена слабко. Імаго зустрічаються навесні та влітку. Метаморфоз одного з видів роду триває 2 роки.

## Загрози та охорона
Потрібні виявлення і охорона лісів, де мешкає вид, а також наявність в таких лісах перестійних дерев, пнів тощо.